# Siderolamprus adercus
Siderolamprus adercus — вид веретільницеподібних ящірок родини Diploglossidae. Ендемік Панами.

## Поширення і екологія
Siderolamprus adercus мешкають в Національному парку імені генерала Омара Торріхоса в панамській провінції Кокле в центральній частині країни. Вони живуть на узліссях вологих тропічних лісів, спостерігалися на висоті 216 і 850 м над рівнем моря.